# Manners (cráter)

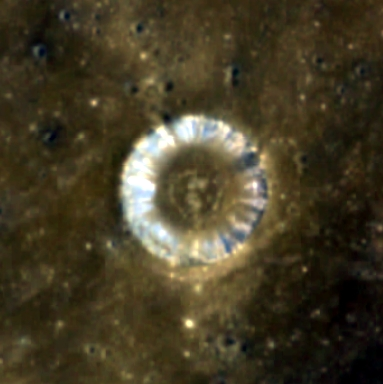
Fotografía de la misión Clementine (1994)

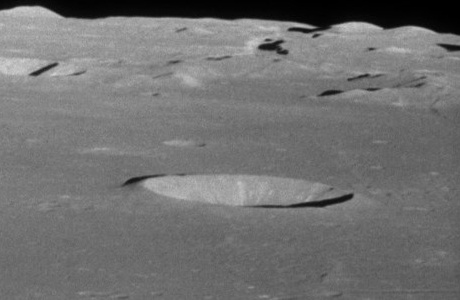
Fotografía de la misión Apolo 11

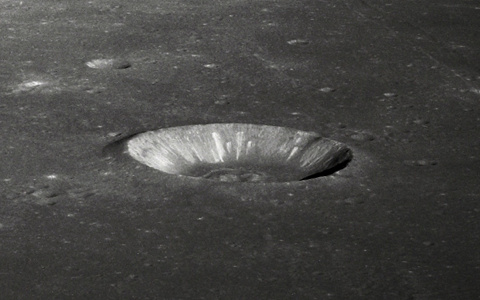
Fotografía de la misión Apolo 10

Manners es un cráter de impacto lunar ubicado en la parte occidental del Mare Tranquillitatis. Al noreste está el cráter más grande Arago, y al sur se hallan Ritter y Sabine.
|  |

El cráter tiene un borde con un albedo más alto que el mar lunar circundante, haciéndolo brillante. Se trata de un elemento circular en forma de cuenco, con un borde elevado y un interior relativamente plano.

## Cráteres satélite
Por convención estos elementos son identificados en los mapas lunares poniendo la letra en el lado del punto medio del cráter que está más cercano a Manners.
|         | \| Manners \| Coordenadas \| Diámetro \| \| ------- \| -------------------------- \| -------- \| \| A \| 4°36′N 19°06′E / 4.6, 19.1 \| 3 km \| |          |
| Manners | Coordenadas | Diámetro |
| A       | 4°36′N 19°06′E / 4.6, 19.1 | 3 km     |